# Adaptabilidad

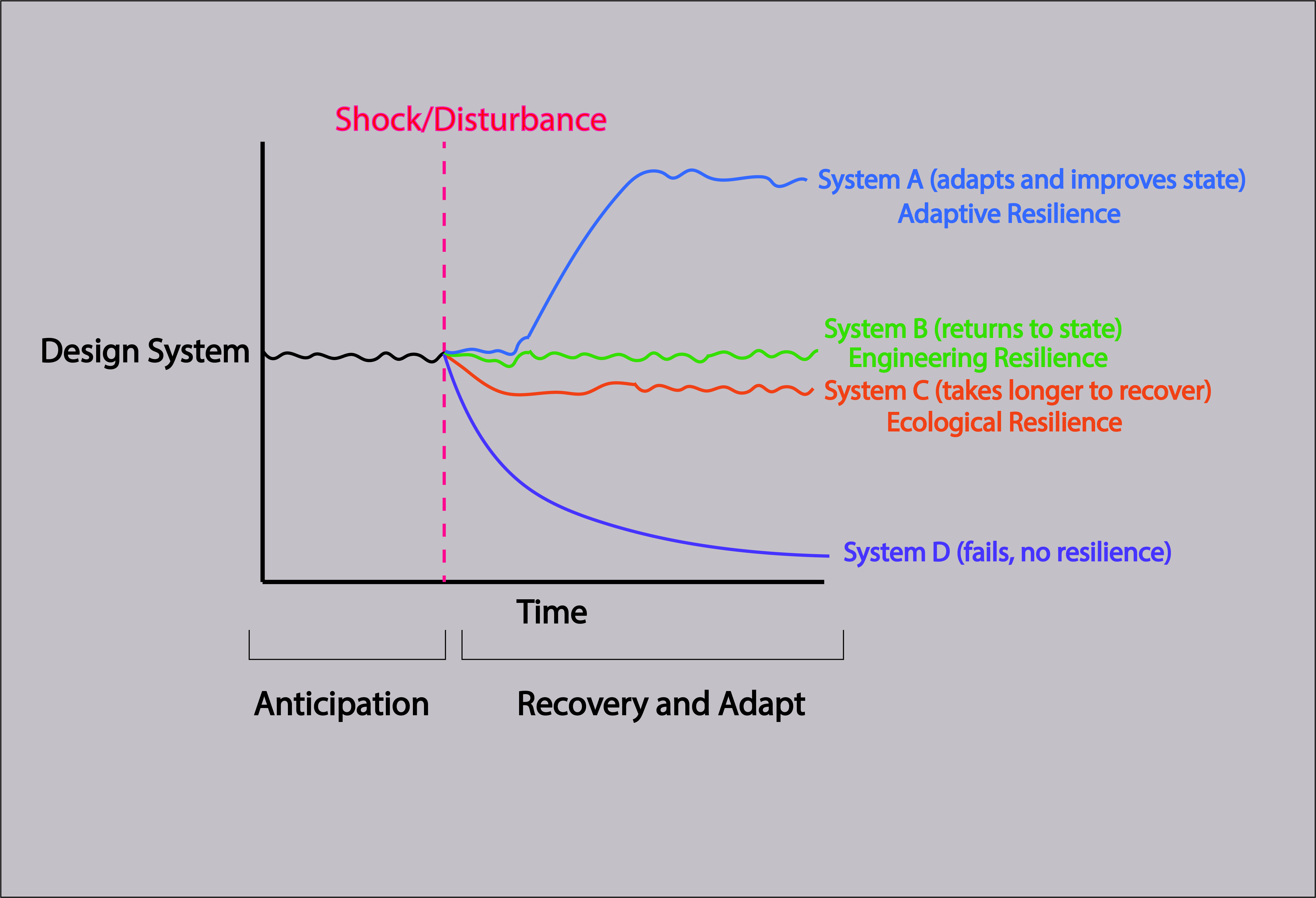
Comportamiento de varios sistemas de mayor a menor grado de adaptabilidad. Los sistemas operan según los parámetros de diseño y sufren una perturbación. El sistema A se adapta, y funciona incluso mejor. B funciona igual. C funciona algo peor. D falla totalmente

La adaptabilidad (en latín: adaptō "ajustar a") es una característica de un sistema, de un proceso o de un organismo vivo, incluidas las personas. Esta palabra se ha utilizado como un término especializado en diferentes disciplinas y en operaciones comerciales. Las definiciones de adaptabilidad como término especializado difieren poco de las definiciones del diccionario general. De acuerdo con Andresen y Gronau, la adaptabilidad en el campo de la gestión organizativa puede ser vista en general como la habilidad para cambiar algo o cambiarse a uno mismo para acomodarse mejor a las variaciones del medio. En ecología, la adaptabilidad de organismos se ha descrito como la capacidad para resistir perturbaciones inesperadas en el medio ambiente.
Con respecto a los sistemas y procesos comerciales y de fabricación, la adaptabilidad se considera cada vez más como un factor importante para su eficiencia y éxito económico. Por el contrario, se considera que, en los sistemas biológicos y ecológicos, la adaptabilidad y la eficiencia se contraponen (los organismos más eficientes son menos adaptables, y viceversa). Esto requiere un trade-off, ya que ambos son factores importantes en el éxito de tales sistemas. Para determinar la adaptabilidad de un proceso o un sistema, se debe validar con respecto a algunos criterios.
La adaptabilidad está relacionada con la adaptación, pero no es lo mismoː mientras que la adaptabilidad es una característica, que se puede cuantificar (alta, media o baja), la adaptación es la acción o el efecto de adaptar o adaptarse, o sea un proceso o un resultado. 

## Terminología
En las ciencias de la vida, el término adaptabilidad se utiliza de diversas formas. En un extremo del espectro, el significado ordinario de la palabra es suficiente para la comprensión. En el otro extremo está el término introducido por Conrad, que se refiere a una medida de la entropía de información particular de la biota de un ecosistema, o de cualquier subsistema, como una población de una sola especie, un solo individuo, célula, proteína o gen.
En el campo de la investigación técnica, esta característica se ha considerado solo desde fines de la década de 1990. HP Wiiendahl introdujo por primera vez la adaptabilidad como una característica necesaria de un sistema de fabricación en 1999. La necesidad de considerar la adaptabilidad surgió en el contexto de la planificación de fábricas, donde un objetivo es desarrollar sistemas modulares y adaptables. Ahora se ha convertido en una consideración importante para los ingenieros de fabricación y de sistemas.

## Adaptabilidad de una persona
Psicológicamente hablando, la adaptabilidad o flexibilidad de una persona es su capacidad para manejarse en situaciones diferentes de las habituales. Por ejemplo, un trabajador realiza su tarea mediante un sistema informático. Ese sistema cambia. Si esa persona tiene una adaptabilidad alta, al poco tiempo desempeñará su trabajo con la misma rapidez; si la tiene baja, le costará más. La adaptabilidad es un factor importante en el liderazgo.
El que en el terreno psicológico "adaptabilidad" y "flexibilidad" sean sinónimos no quiere decir que una persona adaptable tenga que aceptar la flexibilidad laboral. Este término describe un mercado laboral, y tiene un significado distinto.
También conviene precisar que una persona con alta adaptabilidad psicológica no necesariamente tendrá una alta flexibilidad física (articular). De nuevo se trata de conceptos diferentes.

## Adaptabilidad de un sistema
La adaptabilidad debe entenderse aquí como la capacidad de un sistema (por ejemplo, un sistema informático) para hacer los cambios internos que permitan manejar de manera eficiente y rápida una situación diferente de la habitual. Por lo tanto, un sistema adaptativo es un sistema abierto que es capaz de ajustar su comportamiento de acuerdo con los cambios en su entorno o en partes del propio sistema. Debido a ello, se puede expresar la exigencia de reconocer la demanda de cambio sin que intervengan otros factores.